# ادنا پارکر
اِدنا پارکر (انگلیسی: Edna Parker؛ ‏ ۲۰ آوریل ۱۸۹۳ – ۲۶ نوامبر ۲۰۰۸) آموزگار پیشین و زن ابرصدساله اهل ایالات متحده آمریکا بودکه به مدت ۱۵ ماه به عنوان پیرترین فرد جهان شناخته می‌شد. زندگی او در دو فیلم مستند روایت شده و نامش در پایگاه داده دی‌ان‌ای دانشگاه بوستون از ابرصدساله‌ها قرار گرفته است.

## زندگی‌نامه
اِدنا روث پارکر در تاریخ ۲۰ آوریل ۱۸۹۳ در یک مزرعه در شهرستان مورگان، ایندیانا زاده شد و در حالی که رژیم غذایی معمول مزرعه‌ای شامل گوشت و نشاسته می‌خورد، بزرگ شد. او در دبیرستان فرانکلین تحصیل کرد و سپس برای دریافت مدرک معلمی در کالج فرانکلین دوره‌هایی را گذراند. پارکر چند سال در یک مدرسه دوکلاسه در اسمیت‌لند تدریس کرد تا اینکه در تاریخ ۱۲ آوریل ۱۹۱۳ با همسایه خود، اِرل پارکر، ازدواج کرد. اِرل در تاریخ ۲۳ فوریه ۱۹۳۹ درگذشت. آنها دو پسر به نام‌های کلیفورد و اِرل جونیور داشتند که هر دو پیش از خودش درگذشتند. دو خواهر او هم پیش از او درگذشتند؛ یکی در سن ۹۹ سالگی و دیگری در ۸۸ سالگی. در زمان مرگ، پارکر پنج نوه، سیزده نتیجه و سیزده نبیره داشت.
پارکر از سن ۴۵ سالگی، و پس درگذشت شوهرش، به تنهایی در یک مزرعه زندگی کرد تا اینکه در سال ۱۹۹۳ و در سن ۱۰۰ سالگی، که هنوز در سلامتی کامل به سر می‌برد، برای مدت کوتاهی با پسرش کلیفورد زندگی کرد و سپس به خانه سالمندان در مرکز توانبخشی هریتیج هاوس، یک مجتمع بازنشستگی در شلبیویل، ایندیانا نقل مکان کرد. تا زمان مرگش، پارکر هر روز روزنامه می‌خواند و از خواندن و نقل شعر، به ویژه آثار جیمز ویتکامب رایلی لذت می‌برد و به گفته خانواده‌اش، دوست داشت شعرهای این شاعر را برای بازدیدکنندگان خانه سالمندان نقل کند.

## سال‌های آخر زندگی
جشن تولد ۱۰۰ سالگی پارکر توسط خانواده‌اش جشن گرفته شد و در روزنامه محلی نقل گردید. اما زمانی که او به ۱۰۹ سالگی رسید، این خبر در سطح ایالتی پخش شد. در تولد ۱۱۱ سالگی‌اش در سال ۲۰۰۴، او از سوی فرماندار ایالتی و رئیس‌جمهور جوایزی دریافت کرد. مرکز مطالعهٔ ابرصدساله‌ها در دانشگاه بوستون در سال ۲۰۰۶ نمونه‌ای از دی‌ان‌ای پارکر را به عنوان بخشی از مطالعه‌ای در زمینه ژنتیکِ طول عمرهای استثنایی، جمع‌آوری کرد. در ژانویه ۲۰۰۷، پارکر به پیرترین فرد ایالات متحده تبدیل شد و هفت ماه بعد، پس از مرگ یونه میناگاوا در ژاپن در ۱۳ اوت ۲۰۰۷، او به پیرترین فرد جهان تبدیل شد. این رویداد به عنوان «لحظه‌ای تاریخی در ایالت ایندیانا» ثبت شد. پارکر در سال ۲۰۰۸ در یک قسمت از مستند مارک دولان به نام «دنیا و من» حضور یافت و در مستند دیگری به نام «چگونه جاودانه زندگی کنیم» که در سال ۲۰۰۹ منتشر شد، ظاهر شد. در تولد ۱۱۴ سالگی‌اش، نامه‌ای از دیک چنی، معاون رئیس‌جمهور دریافت کرد که از او به خاطر «به اشتراک گذاشتن خرد و تجربیاتش» با نسل‌های جوان تشکر کرده بود. او همچنین از شهردار شلبیویل کلید شهر را دریافت کرد و فرماندار ایالتی و نمایندهٔ مجلس ناحیه به دیدارش شتافتند. در تاریخ ۲۱ آوریل ۲۰۰۷، او با برتا فرای از اهالی مونسی که در آن زمان ۱۱۳ سال داشت ملاقات کرد، که بالاترین سن ترکیبی (۲۲۷ سال و ۱۴۲ روز) برای دیدار دو ابرصدساله بود؛ هر دو گواهی‌هایی را به صورت حضوری از نماینده گینس دریافت کردند. پارکر در همان خانه سالمندی زندگی می‌کرد که سندی آلن بلندترین زن زنده جهان که توسط گینس تأیید شده بود، تا زمان مرگ آلن در ۱۳ اوت ۲۰۰۸ ساکن آنجا بود. گفته می‌شود پارکر برای طول عمرش توضیحی نداد و به سادگی به کسانی که سؤال می‌کردند توصیه می‌کرد که مهم‌ترین چیز «تحصیل بیشتر» است.

مرکز توانبخشی هریتیج هاوس دو جشن تولد ۱۱۵ سالگی برای او برنامه‌ریزی کرد؛ یکی جشن عمومی و دیگری جشن خصوصی خانوادگی. در هر دو جشن، ۱۱۵ بادکنک رنگارنگ آزاد شدند، زیرا پارکر از تماشای آنها که به آسمان می‌روند لذت می‌برد. پارکر در کتابی برای کودکان به نام «دخترها بهترین هستند» (۲۰۰۹) به عنوان پیرترین زن جهان معرفی شد. او در تاریخ ۲۶ نوامبر ۲۰۰۸، هفت ماه پس از تولد ۱۱۵ سالگی‌اش، در خانه سالمندان خود در سن ۱۱۵ سال و ۲۲۰ روز درگذشت. مرگ او در سراسر جهان گزارش شد. پارکر در قبرستان میلر در شلبیویل به خاک سپرده شد. پس از مرگ او، یک زن پرتغالی به نام «ماریا دِ ژسوس» به پیرترین فرد جهان تبدیل شد.